# I Know Where I'm Going!
I Know Where I'm Going! (Sé a dónde voy) es una película romántica inglesa de 1945 realizada por Michael Powell y Emeric Pressburger. Los protagonistas son Wendy Hiller y Roger Livesey. Actúan también Pamela Brown, Finlay Currie, George Carney y Petula Clark en su cuarta aparición en el cine.
La historia original y todo el guion fueron escritos en menos de una semana. Pressburger explicó que el argumento fluyó simple y naturalmente. La película incluye escenas exteriores filmadas en la Isla de Mull.

## Argumento
Joan Webster, la hija de un banquero, decide casarse con el multimillonario Robert Bellinger que vive en la mítica isla de Kiloran. Joan inicia su viaje pero una niebla le impide llegar a la isla. En la espera conoce a Torquil MacNeil, señor de Kiloran, que es quien alquila la isla a Bellinger.